# Альварес, Лоран
Лоран Альварес (нем. Laurent Alvarez) — швейцарский фигурист, чемпион Швейцарии среди юниоров 2002 года, серебряный призёр национального чемпионата 2011 года и победитель чемпионата Швейцарии 2012 года.
Лоран Альварес три раза участвовал на соревнованиях высшего уровня (два раза — на чемпионатах Европы, один раз — на чемпионатах мира).
В сезоне 2010—2011 он занял второе место на внутреннем чемпионате, проиграв только Микаэлю Редину. Это позволило ему вместе с товарищами по сборной Стефаном Волкером и Морисом Пфайфхофером принять участие на чемпионате Европы. В короткой программе на чемпионате Европы 2011 Лоран катал под музыку концерта для фортепиано с оркестром Рахманинова и показал высокий артистизм на льду. После короткой программы он занимал 16-ю позицию с суммой 56.64 балла. В произвольной программе он откатал далеко не безошибочно, и судьи очень критически подошли к оцениванию его выступления. В результате он занял лишь 23-е место по произвольной программе и 22-е в общей сложности с общей оценкой 159.45, что, однако, стало и поныне является его личным рекордом.
В 2012 году Лорану даже не удалось пройти квалификацию на чемпионат Европы. Он набрал лишь 90.70 балла.
В сезоне 2011—2012 Лоран также совершил попытку квалифицироваться на чемпионат мира, но безуспешно. В квалификации он стал лишь 34-м, набрав 93.24 очка.
1. ↑  Biography (англ.). International Skating Union.